# 伊藤弘之
伊藤 弘之（いとう ひろゆき、1963年4月1日 - ）は、現代音楽の作曲家。山形県出身。父親は作曲家の伊藤俊幸。

## 略歴
カリフォルニア大学サンディエゴ校音楽学部大学院博士課程修了。博士号（Ph.D.）を得る。
作曲を池辺晋一郎、湯浅譲二、ロジャー・レイノルズ、ブライアン・ファーニホゥに師事。ヌオヴェ・シンクロニー国際作曲コンクール第1位(1995年ミラノ)、シュティペンディエン賞(1996年ダルムシュタット)、第8回芥川作曲賞(1998年)、ISCM World Music Days入選(2000年ルクセンブルク大会、2004年スイス大会)など入賞・入選多数。現在は作曲活動と並行して、日本大学芸術学部教授、東京芸術大学音楽学部非常勤講師を務める。

## 活動
秋吉台フェスティヴァル、横浜市文化振興財団、サントリー音楽財団、オルケスト・デ・フォルハーディング、クラングシュプーレン音楽祭、ミュージック・インやまがた、埼玉近代美術館、紀尾井ホール・住友生命いずみホールなどから作品委嘱を受けるほか、新日本フィルハーモニー交響楽団、東京シティ・フィルハーモニック管弦楽団、神奈川フィルハーモニー管弦楽団、大阪交響楽団、山形交響楽団、いずみシンフォニエッタ大阪、アールレスピラン、アンサンブル秋吉台、ニェーウ・アンサンブル (アムステルダム)、クランクヴェルクシュタット・ヴァイマール (ドイツ)、クランクフォールム・ウィーン(ウィーン)、アルディッティ弦楽四重奏団など、国内外の主要なオーケストラや演奏団体により作品が取り上げられている。